# Jan Jørgensen
Jan Jørgensen (* 4. Mai 1971), nicht zu verwechseln mit seinem Landsmann Jan Ø. Jørgensen, ist ein ehemaliger dänischer Badmintonspieler. 

## Karriere
Jan Jørgensen gewann 1993 Norwegian International und im Folgejahr die Irish Open und die Portugal International sowie den gesamten EBU Circuit. 1996 war er bei den Hungarian International erfolgreich und 1998 siegte er bei den French Open.

## Sportliche Erfolge
| Saison    | Veranstaltung           | Disziplin    | Platz | Name                            |
| --------- | ----------------------- | ------------ | ----- | ------------------------------- |
| 1993      | Norwegian International | Herrendoppel | 1     | Jan Jørgensen / Thomas Damgaard |
| 1993      | Czech International     | Herreneinzel | 2     | Jan Jørgensen                   |
| 1993/1994 | EBU Circuit             | Herrendoppel | 1     | Jan Jørgensen                   |
| 1994      | Irish Open              | Herrendoppel | 1     | Jan Jørgensen / Peder Nissen    |
| 1994      | Portugal International  | Herrendoppel | 1     | Thomas Damgaard / Jan Jörgensen |
| 1996      | Hungarian Open          | Herrendoppel | 1     | Jonas Rasmussen / Jan Jørgensen |
| 1998      | French Open             | Herrendoppel | 1     | Jan Jørgensen / Ove Svejstrup   |